# Přeštické černostrakaté prase
Přeštické černostrakaté je původní české plemeno prasat, které se odvozuje od původních klapouchých prasat z oblasti západních Čech. Po zušlechtění anglickými i jinými plemeny prasat došlo ke zlepšení užitkových vlastností tohoto plemene, nicméně nedosahuje takové jatečné hodnoty jako jateční hybridi. Občas se používá jako mateřské plemeno pro křížení v rámci hybridizačního programu, bylo uznáno jako genetický zdroj a chová se převážně jako genetická rezerva.

## Historie
Přeštické prase vzniklo pravděpodobně křížením českého prasete (českého hřebenáče) a švábsko-hallského barevného prasete (bavorského), která se chovala ve druhé polovině 19. století na Přešticku, Klatovsku a Domažlicku. K jeho dalšímu vyšlechtění bylo využito plemen Berkshire, Yorkshire, Cornwallské prase, Sussex, Linkolnshire, Malgalika, německého sedlovitého plemene, Mirgorodského i Livenského plemene. Přeštické černostrakaté bylo dlouhá léta používáno jako plemenné k rozšiřování chovů prasat.
V roce 1952 byl vypracován zootechnickou komisí ČSAZV plán, který po důkladných předchozích měřeních, váženích a ochutnávkách masa všech plemen prasat v tehdejším Československu, určil jako hlavní plemeno bílé ušlechtilé prase, které mělo celkově lepší parametry než přeštické černostrakaté. Od této doby dochází ke kvantitativnímu útlumu chovu přeštického plemene, i když od roku 1952 do roku 1964 probíhalo další zušlechťování přeštického černostrakatého plemene prasat. V roce 1964 bylo přeštické černostrakaté prase uznáno samostatným plemenem. V dalším období se uskutečňovalo další zušlechťování křížením s plemenem Pietrain (ukončeno 1972) a anglickým plemenem Saddleback (1980). V roce 1992 bylo přeštické černostrakaté plemeno prasat uznáno jako genetický zdroj. Jeho podíl na celkové produkci jatečních prasat je v ČR asi jen 4%. Od roku 1996 je plemeno chováno in situ, jako genetický zdroj v uzavřené populaci a slouží jako genová rezerva, s populací 330 až 350 prasnic a 35 až 45 plemenných kanců, ve 12 chovech. Mimo toho je možné jej ještě nalézt v několika dalších chovech pro tržní potřebu. V roce 2010 je těchto chovů již pouze 5.

## Využití
Do 70 kg výborné na šunku, nad 70 kg s vysokou intenzitou přírůstku, dobrým ukládáním sádla a výbornou intenzitou vývoje. Povahově bylo prase skromné, otužilé, odolné vůči chorobám i stresu. Prasnice byly velmi plodné s 10 až 16 selaty, dobré a opatrné matky. Největší kusy dosahovaly váhy 200 – 400 kg.

## Zajímavosti

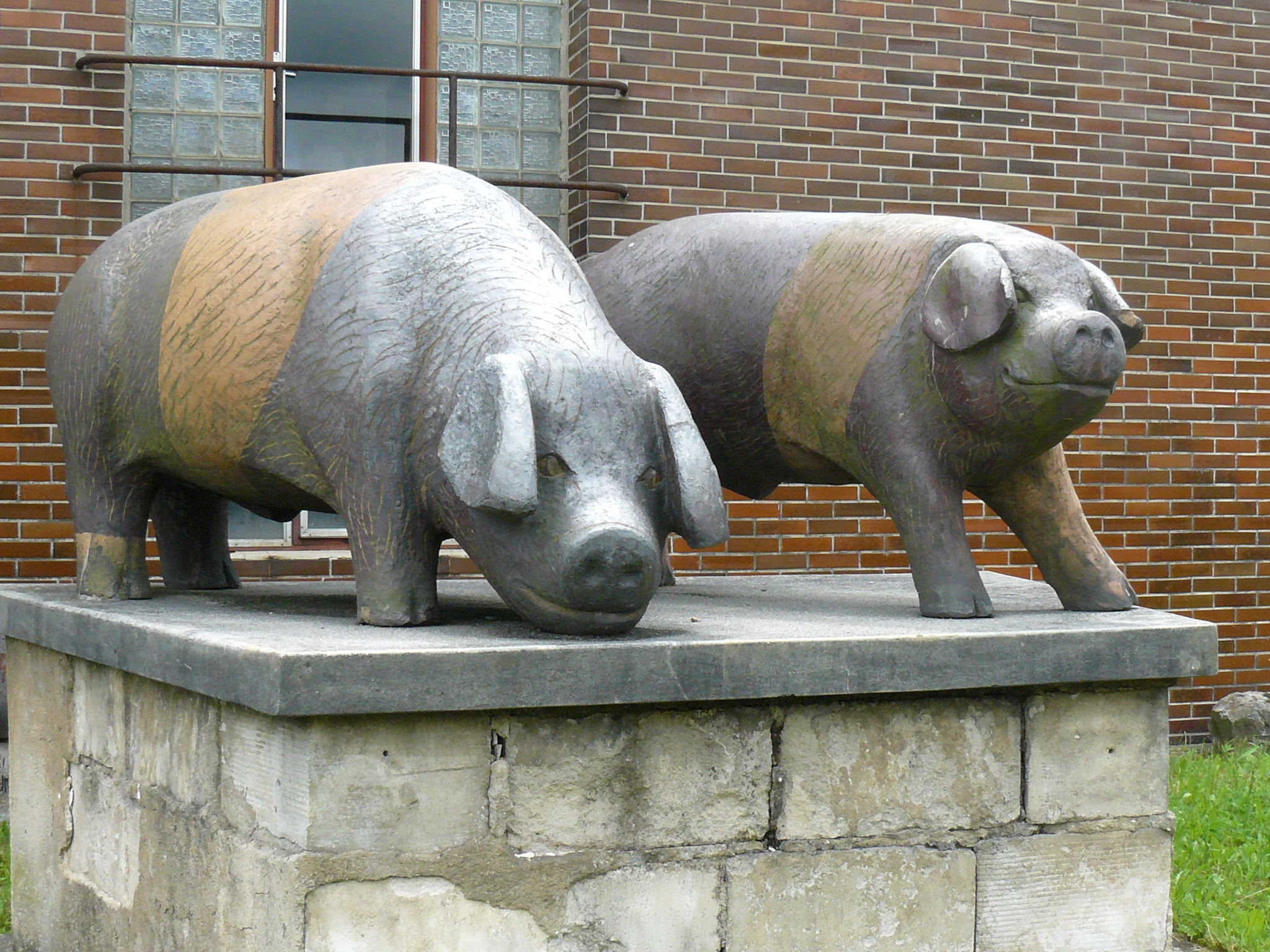
Sousoší přeštických černostrakatých prasat, Přeštice

Přeštické černostrakaté zabezpečovalo podle dostupných pramenů od roku 1890 do 60. let 20. století produkci masa v Západních Čechách i ostatních přilehlých krajích. Tato vynikající práce přeštických zemědělců a plemenářů proslavila přeštické černostrakaté plemeno prasat a tím i město Přeštice a dostala je do všech odborných zemědělských učebnic po celém světě. Na památku přeštického černostrakatého plemene prasat i k uctění vynikající práce přeštických zemědělců a plemenářů, jsou v areálu bývalého zemědělského družstva u hlavní cesty z Přeštic do Klatov, umístěny na podstavci dvě prasata z kameniny od autora Jaroslava Podmola. Už více než 100 let se přeštickým mládencům s posměchem říká „přeštický kanec“. Za všechny přeštické mládence těmto „rejpalům“ odpověděl bývalý pražský herec Jindřich Plachta, který do Přeštic jezdil na návštěvu příbuzných. V bývalé restauraci u Brčků, naproti kostelu, po několika sklenkách vína napsal dne 29. 9. 1942 na zadní stranu obrazu: „Jsem rád, že mě počítáte mezi kance. Ať jsme kanci, jen když nejsme svině. Nazdar Váš Jindřich Plachta“.
Před druhou světovou válkou se z plemene vyráběla Pražská šunka. Oproti ostatním plemenům roste pomaleji a má víc tuku. Dnes je považováno plemeno za gurmánskou pochoutku, maso má na okraji širší vrstvu sádla a výraznější mřížkování. To způsobuje po úpravě mnohem větší křehkost a šťavnatost.